# Сан-Луис-Темалакаюка
Сан-Луис-Темалакаюка (исп. San Luis Temalacayuca) — муниципалитет в Мексике, входит в штат Пуэбла. Население 2143 человека.